# جيف سبيرز
جيف سبيرز (بالإنجليزية: Jeff Spiers)‏ هو لاعب كرة قدم بريطاني، ولد في 2 مايو 1967. لعب مع نادي كروسيدرز.